# Alíki Télloglou
Alíki Télloglou (en grec moderne : Αλίκη Τέλλογλου ; ? - 23 juin 2008,) est une collectionneuse d'art et bienfaitrice grecque.

## Biographie
Alíki Télloglou naît dans la ville de Thessalonique, plus précisément dans le quartier du Musée archéologique, de Naoúm et Loukía Orologás, réfugiés originaires respectivement de Constantinople et de Monastíri,,,.
Malgré son désir d'étudier l'architecture d'intérieur, elle finit par suivre des études de médecine,,,.
En 1953, elle épouse Néstoras Télloglou, homme d'affaires et collectionneur d'art originaire de la ville de Smyrne, en Asie Mineure, avec qui elle consacre sa vie à collectionner des œuvres d'art, dans le but ultime de créer la Fondation d'art « Tellóglion », en faisant don de l'ensemble de leurs biens à l'université Aristote de Thessalonique, afin d'en faire un musée, ainsi qu'un espace d'art,,,. Officiellement, la fondation est créée en 1972, quelques mois avant la mort de son mari, tandis qu'en 1999 a lieu l'ouverture officielle du musée, situé dans un espace à proximité du campus de l'université Aristote de Thessalonique et octroyé par le dème de Thessalonique,,.
Elle meurt le 23 juin 2008, tandis que ses funérailles ont lieu le lendemain, au sein de la Cathédrale Saint-Grégoire-Palamas de Thessalonique,.